# 탄피받이
탄피받이(彈皮-)는 대한민국 국군에서 사격을 하거나 훈련시 사용하는 군용장비로 망사로 만든 주먹만한 크기의 주머니로서, 격발 후에 약실에서 빠져나간 탄피를 회수하기 위한 용도로 사용되고 있다. M16A1, M4A1, K1, K2, K3에 맞게 나뉘어 있다. 미군을 비롯한 거의 모든 국가의 군대에서는 사용하지 않고 있다.
탄피받이는 탄피를 수거하기 위해 총에 장착하는 장비로서 격발불량의 원인이 되는 등 문제점을 야기하고 있다. 그러나 탄피를 회수하는 한국군의 방침상 어쩔 수 없이 탄피받이를 달고 다녀야 한다.

## 신분에 따른 차등적인 활용
한국군은 사격훈련이 끝나면 탄피를 수거하여 직접 숫자를 세서 사격전 지급 받은 탄약과 같은 개수의 탄피를 반납하도록 되어있다. 이는 실탄을 장병들이 사사로이 보유하지 못하게하기 위함이다. 특히, 탄피를 사사로이 보유하는 것도 엄격히 금지되는데, 그 이유는 빈 탄피가 있으면 사격훈련 때 지급받은 실탄을 발사하지 않고 은닉한 후, 이전에 보유하고 있던 탄피를 반납하는 방법으로 실탄을 빼돌릴 수 있기 때문이다. 이러한 엄격한 규제는 통제의 대상이 되는 일반 병사에게만 엄격히 적용된다.
육군보병학교의 신임장교 지휘참모과정(소대장 교육과정) 또는 대위 지휘참모과정(중대장 교육과정) 및 합동군사대학교 정규과정의 학생장교의 경우 탄피를 잃어버려도 사유서를 1장만 작성하면 된다. 그런데 병사의 사격에서 탄피가 분실되면 문제를 삼기 때문에 탄피를 잃어버리지 않도록 하기 위해 탄피받이를 이용하여 탄피를 수거하게 되어 있다. 한편 이를 이용하여 신임장교 지휘참모과정이나 대위 지휘참모과정의 과정에 있는 장교들이 자대에서 탄피분실을 대비하여 이 시기에 탄피를 많이 챙겨가기도 한다.
소총용 탄피받이등은 대한민국및 국제 특허제품으로 한국씨앤오테크(주)에서 제조 판매하고 있다.